# Distichodus
Distichodus é um género de peixe da família Distichodontidae.
Este género contém 23 espécies:
- Distichodus affinis Günther, 1873
- Distichodus altus Boulenger, 1899
- Distichodus antonii Schilthuis, 1891
- Distichodus atroventralis Boulenger, 1898
- Distichodus brevipinnis Günther, 1864
- Distichodus decemmaculatus Pellegrin, 1926
- Distichodus engycephalus Günther, 1864
- Distichodus fasciolatus Boulenger, 1898
- Distichodus hypostomatus Pellegrin, 1900
- Distichodus kolleri Holly, 1926
- Distichodus langi Nichols & Griscom, 1917
- Distichodus lusosso Schilthuis, 1891
- Distichodus maculatus Boulenger, 1898
- Distichodus mossambicus Peters, 1852
- Distichodus nefasch (Bonnaterre, 1788)
- Distichodus noboli Boulenger, 1899
- Distichodus notospilus Günther, 1867
- Distichodus petersii Pfeffer, 1896
- Distichodus rostratus Günther, 1864
- Distichodus rufigiensis Norman, 1922
- Distichodus schenga Peters, 1852
- Distichodus sexfasciatus Boulenger, 1897
- Distichodus teugelsi Mamonekene & Vreven, 2008